# Michel de Camaret
Pour les autres membres de la famille, voir Famille de Camaret.
Pour les articles homonymes, voir Camaret.
 (novembre 2020).
Si vous disposez d'ouvrages ou d'articles de référence ou si vous connaissez des sites web de qualité traitant du thème abordé ici, merci de compléter l'article en donnant les références utiles à sa vérifiabilité et en les liant à la section « Notes et références ».
Michel de Camaret, né le 18 janvier 1915 à Vienne et mort le 24 juin 1987, est un militaire, résistant, Français libre, diplomate, et homme politique français, membre du Front national (FN). Il est Compagnon de la Libération.

## Biographie
Il milite dans sa jeunesse dans les Camelots du roi, branche jeune de l'Action française (AF), où il rencontre notamment Pierre de Bénouville,. Pendant la guerre d'Espagne, il sert comme volontaire dans une unité de Requetés carlistes.
Sous-lieutenant en 1940, il est blessé le 8 juin. Démobilisé, il rejoint la Résistance, en compagnie de Pierre de Bénouville : avec l'aide de Georges Groussard, ils gagnent Alger. Camaret est arrêté en 1941 par la police de Vichy, s'échappe puis rejoint Londres en 1942, où il est intégré dans les Forces aériennes françaises libres (FAFL), le 4e bataillon de l'infanterie de l'air. 
Membre d'un commando parachutiste SAS des Forces françaises libres (FFL), il participe aux opérations SAS en Bretagne précisément dans l'est du Morbihan, à partir du 8 juin 1944 jusqu'à la Libération début août ; il est blessé au bras au cours de la bataille de Saint-Marcel, le 18 juin, puis aux Pays-Bas en avril 1945. Il commence à peine une carrière diplomatique, qu'il participe en tant que capitaine à la guerre d'Indochine, où il est à la tête d'un commando de parachutistes de 1947 à 1949.
Il reprend par la suite ses activités diplomatiques, en étant conseiller politique à l'OTAN, représentant permanent, ministre plénipotentiaire, ambassadeur de France au Conseil de l'Europe, enfin ambassadeur en Birmanie.
Il est membre du Front national (FN) de Jean-Marie Le Pen, est élu député européen en 1984 comme second de liste et siège au sein du Groupe des droites européennes. Il est mort en 1987.
Il est enterré dans une tombe voisine de celle de son compagnon d'armes, le général de Bénouville, Compagnon de la Libération, au cimetière de Passy.

## Distinctions
- Commandeur de la Légion d'honneur
- Compagnon de la Libération (décret du 26 septembre 1945)[4]
- Croix de guerre 1939-1945 (7 citations)
- Croix de guerre des Théâtres d'opérations extérieurs
- Médaille des évadés
- Croix militaire (GB)